# Donna Murphy
Donna Murphy (Nova Iorque, 7 de março de 1959) é uma atriz e cantora estadunidense, conhecida por seu trabalho no teatro. Cinco vezes indicada ao Tony Award, ela já ganhou duas vezes o prêmio de melhor atriz em um musical por seu papel como Fosca em Passion e como Anna Leonowens em The King and I.
Seus papéis no cinema incluem Anij em Jornada nas Estrelas: Insurreição (1998); Rosalie Octavius em Homem-Aranha 2 (2004); Gothel no filme de animação Enrolados (2010) e Dita Mandy em O Legado Bourne (2012).